# Jay Garner

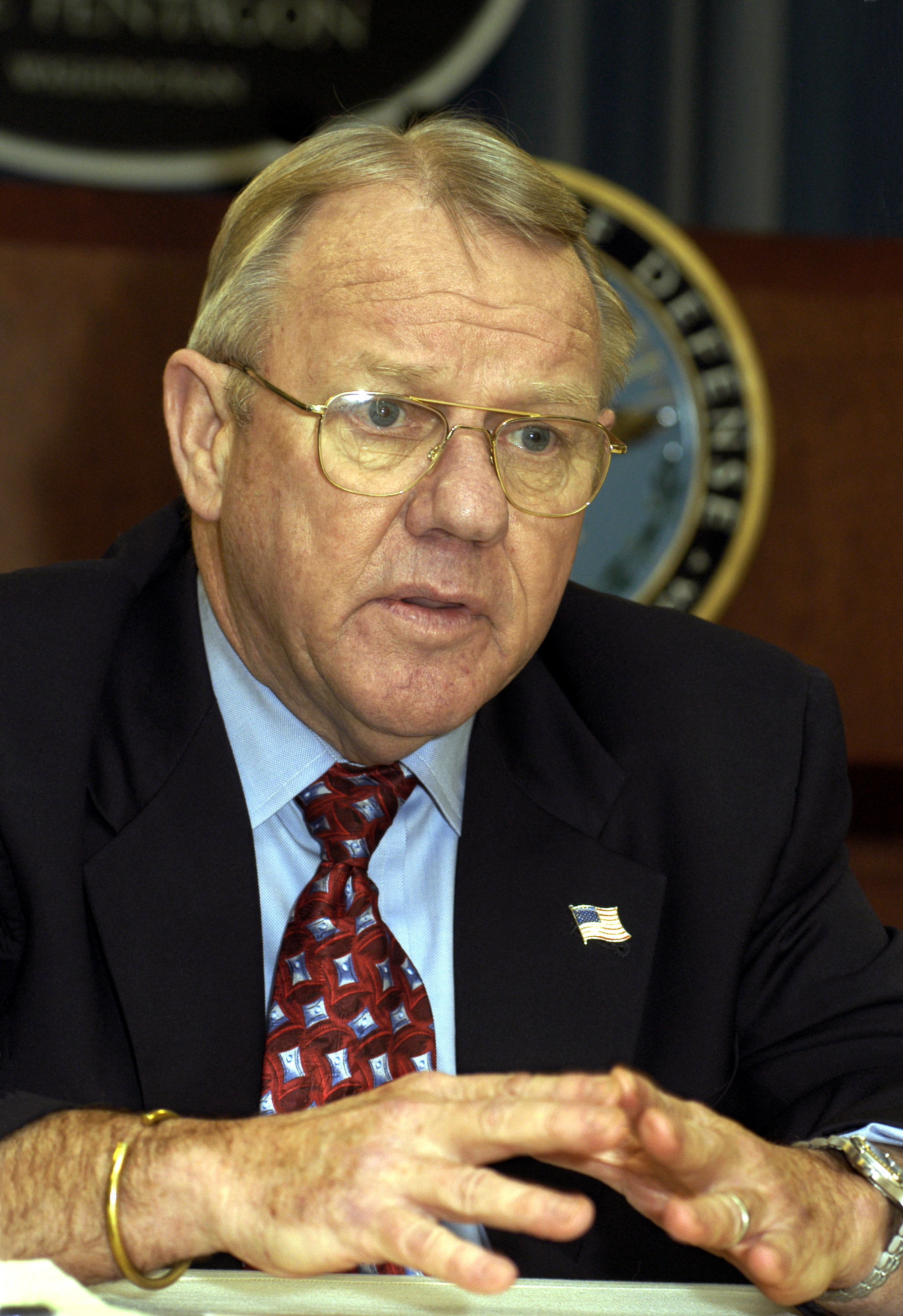
Jay Garner 2003

Jay Montgomery Garner (* 15. April 1938 in Arcadia, Florida, Vereinigte Staaten) ist ein US-amerikanischer Offizier, ehemaliger Generalleutnant der United States Army und Regierungsbeamter. Nach der Invasion der US-geführten alliierten Streitkräfte war er 2003 kurzzeitig erster ziviler Verwaltungschef des Irak.
Garner trat in die Army ein und studierte an der Florida State University. 1962 erhielt er einen Abschluss als Historiker. Innerhalb der amerikanischen Streitkräfte machte er rasch Karriere und war als Soldat zweimal in Vietnam.
Nach seiner aktiven Militärzeit war er bis Januar 2003 Präsident des kalifornischen Rüstungsunternehmens SY Coleman, einer Tochter von L-3 Communications, die Spezialisten für elektronische Raketenleitsysteme sind.
Als enger Freund von Verteidigungsminister Donald Rumsfeld wurde er im März 2003 der erste zivile Verwalter des Irak nach der Invasion. Als Direktor des „Amtes für Wiederaufbau und Humanitäre Hilfe“ (Office for Reconstruction and Humanitarian Assistance; ORHA) war er mit der Regelung der zivilen Angelegenheiten in der unmittelbaren Nachkriegszeit beauftragt. Er sollte sich vorrangig um den Wiederaufbau von Basisstrukturen und der Restrukturierung irakischen Ministerien kümmern. Er wurde nach nur wenigen Wochen im Amt, am 11. Mai 2003 durch Paul Bremer ersetzt.